# Heinrich Glasmeier

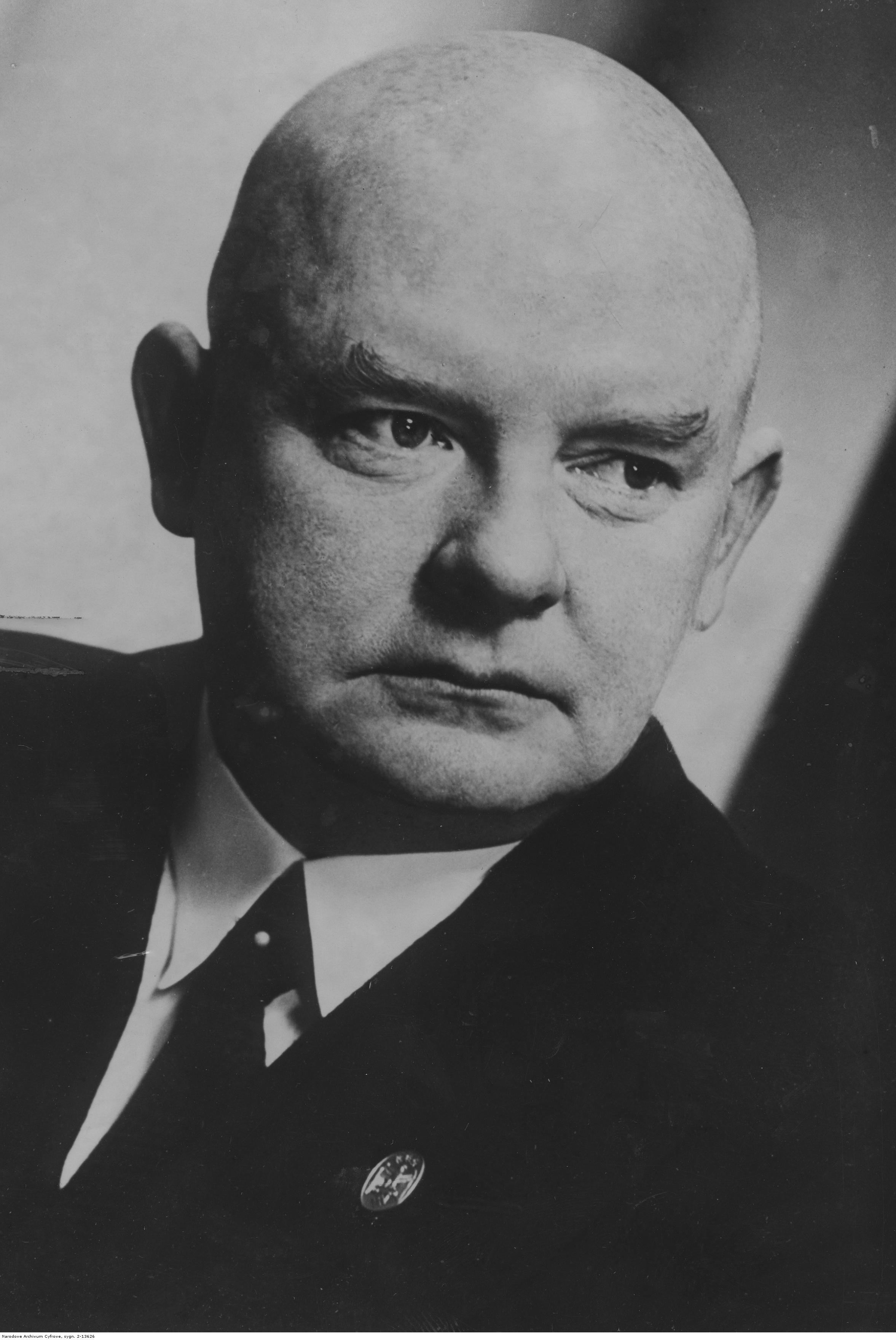
Heinrich Glasmeier

Heinrich Glasmeier (* 5. März 1892 in Dorsten; † vermutlich 1945) war ein deutscher Rundfunkintendant und Funktionär des NS-Rundfunkwesens.

## Leben
Heinrich Glasmeier war der Sohn der Kaufmanns Bernhard Glasmeier. Er studierte ab 1911 in Münster und München Germanistik, Geschichte, Philosophie und angeblich auch Archivwissenschaft (das Fach wurde zu dieser Zeit allerdings weder in Münster noch in München unterrichtet), trat dabei in die katholischen Studentenvereine Cimbria Münster und Saxonia München im Kartellverband katholischer deutscher Studentenvereine KV ein.
Ab 1913 arbeitete Glasmeier als Archivar in Münster bei der Familie der Grafen von  Merveldt. Im Ersten Weltkrieg war er Offizier und war nach Kriegsende an der Niederwerfung des Ruhraufstandes beteiligt. 1920 betreute er in Dülmen das Archiv der Herzöge von Croÿ und von 1922 bis 1933 das Gesamtarchiv der Grafen von Landsberg in Velen. Ab 1923 war er außerdem Archivdirektor der Vereinigten Westfälischen Adelsarchive und ab 1927 nebenberuflich Leiter der Archivberatungsstelle der Provinz Westfalen. Seine 1920 in Münster eingereichte Promotionsschrift „Das Geschlecht von Merveldt zu Merfeld: Ein Beitrag zur Familien- und Standesgeschichte der Münsterschen Ritterschaft“ wurde von seinem Doktorvater Aloys Meister als „sehr sorgfältig und mit gutem Urteil durchgeführt“ beurteilt und letztendlich mit „cum laude“ beurteilt. Im Mai 1923 wurde Glasmeier zum ordentlichen Mitglied der Historischen Kommission für Westfalen gewählt.
Glasmeier war von Opportunismus und naiver Gläubigkeit gekennzeichnet und glaubte als überzeugter Nationalsozialist blind an Adolf Hitler. Schon früh hatte er wohl über die Verbindungen zum westfälischen Adel auch Verbindungen zum Umfeld der NSDAP. Zum 1. Februar 1932 trat er in die NSDAP ein (Mitgliedsnummer 891.960) und wurde Geschäftsführer des NSDAP-Gaus Westfalen-Nord sowie „Gaukulturwart“. Glasmeier war außerdem seit Anfang 1933 Mitglied der SS (Mitgliedsnummer 53.406).
Als Gaugeschäftsführer war er direkt in die Organisation des NSDAP-Wahlkampfs für die eigentlich politisch unbedeutenden, von der NSDAP-Führung aus reichspolitischen Erwägungen aber zur „Schicksalswahl“ ausgerufenen Wahlen im Land Lippe Anfang 1933 eingebunden. Hier lernte er u. a. Adolf Hitler und Joseph Goebbels persönlich kennen. Dieser gemeinsame Wahlkampf legte den Grundstein für seine anschließende Parteikarriere.
Bei der Gleichschaltung der Studentenverbände und somit auch des KV trat Glasmeier den Posten als Beisitzer des Führungsrats des KV an, denn er war das einzige Verbandsmitglied mit einem höheren Parteiamt in der NSDAP. Die Mitgliedschaft in der NSDAP sollte aufgrund eines Beschlusses des KV an sich nicht möglich sein.
Auf Veranlassung des Propagandaministers Joseph Goebbels wurde Glasmeier 1933 als Nachfolger des entlassenen und verhafteten Ernst Hardt zum Intendanten des Westdeutschen Rundfunks in Köln ernannt. Die Reichs-Rundfunk-Gesellschaft (RRG) lobte die Berufung Glasmeiers zum Intendanten, denn als Archivar habe er seine „nationalsozialistische Grundanschauung von Blut und Boden“ gezeigt. 1935 ernannte ihn Goebbels außerdem zum Mitglied des Reichskultursenats.
1937 wurde er Reichsintendant des gesamtdeutschen Rundfunks und Generaldirektor der Reichs-Rundfunk-Gesellschaft. Innerhalb der Allgemeinen SS wurde er 1939 zum SS-Oberführer befördert, seinem höchsten erreichten SS-Rang.
Im Sommer 1942 zog er nach Linz in das von den Nazis aufgelöste Stift Sankt Florian der Augustinerchorherren, um dort eine Produktionsstätte des „großdeutschen und europäischen Rundfunks“ aufzubauen. Diese Idee fand die Unterstützung von Hitler. Glasmeier konnte aufgrund großzügiger Geldzuwendungen das Kloster renovieren und im Andenken an Anton Bruckner, der Organist an St. Florian gewesen war und dort auch begraben ist, ein Brucknerorchester mit Chor gründen, das mehr als 100 Mitglieder zählte. Die Konzerte dieses Orchesters wurden von Wilhelm Furtwängler, Herbert von Karajan, Karl Böhm und Eugen Jochum dirigiert. Im November 1943 war Glasmeier als Bevollmächtigter des Reichspropagandaministers Goebbels im besetzten Frankreich.
Seit dem 30. Januar 1943 war Glasmeier Inhaber des Goldenen Parteiabzeichens der NSDAP.
Am 4. Mai 1945 flüchtete Glasmeier vor den anrückenden US-Truppen und ist seitdem verschollen. Abweichend von dieser Darstellung gibt Ernst Klee den 31. Januar 1945 als Todesdatum an.
Der Nachlass Glasmeiers befindet sich im Archiv des Landschaftsverbands Westfalen-Lippe in Münster.

## Familie
Glasmeier war verheiratet mit Maria Glasmeier, geb. Hövener.
Gemeinsam hatten sie 3 Kinder:
Jutta (* 1922; †  2004),
Irma (* 1925;  † um 2009) und 
Mechthild.

## Schriften
- Das Geschlecht von Merveldt zu Merfeld: Ein Beitrag zur Familien- und Standesgeschichte der Münsterschen Ritterschaft. Münster 1931 (veröffentlicht im von ihm selbst herausgegebenen Westfälischen Adelsblatt).